# Alfred Hrdlicka
Alfred Hrdlicka (někdy psáno též Hrdlička) (27. února 1928 Vídeň – 5. prosince 2009 Vídeň) byl rakouský sochař, kreslíř, malíř, grafik a šachista.

## Životopis
Narodil se 27. února 1928 ve Vídni. Vyrůstal v české rodině komunisty a odborového funkcionáře. Již jako pětiletý pomáhal roznášet letáky. Od svého otce zdědil levicové přesvědčení. Ten byl v roce 1934 zatčen za komunistickou činnost. Starší bratr byl zabit během druhé světové války v roce 1942 při obléhání Leningradu.
Během roku 1944 se skrýval a tak se vyhnul vojenské službě ve Wehrmachtu. Vyučil se zubním technikem. Mezi lety 1946–1952 studoval malbu na Akademii výtvarných umění ve Vídni u Josefa Dobrowského a Alberta Paris Gütersloha. Patřil k talentovaným šachistům. V roce 1953 byl nominován na druhou mezinárodní šachovou soutěž v Bruselu. Do roku 1957 studoval v sochařském atelieru Fritze Wotruby.
Od roku 1955 vedl společně s malíři a grafiky Georgem Eislerem, Fritzem Martinzem a Rudolfem Schönwaldem litografickou dílnu ve Vídni. V roce 1960 poprvé vystavoval svoje sochy, malby a grafiky s Fritzem Martinzem v Zedlitzhalle ve Vídni. Do povědomí širší veřejnosti se dostal v roce 1964, kdy spolu s Herbertem Boecklem reprezentoval Rakousko na dvaatřicátém Benátském bienále. V  roce 1967 zhotovil pro město Vídeň bustu bývalého prezidenta Karla Rennera. Jeho veřejné instalace často vyvolávaly kontroverzní přijetí. Mezi lety 1965 až 1967 vytvořil cyklus leptů, který nazval Roll over Mondrian.

### Tvorba šedesátých až osmdesátých let 20.století
V letech 1968 až 1972 pracoval na obrazovém cyklu Plötzenseeer Totentanz pro Evangelické komunitní centrum (Památník Plötzensee), který byl vytvořen jako připomenutí obětí nacismu v bývalé věznici Plötzensee. V roce 1981 dokončil plastiku, které sám říkal „Silná levice“, na památku Friedricha Engelse ve Wuppertalu. Toto dílo, stejně jako mnoho dalších bylo opět politicky kontroverzní. V letech 1983 až 1986 vytvořil „protipomník“ v hamburském Dammtoru jako kontrast k Válečnému pomníku Richard Kuöhla z roku 1936. Vzhledem k nedostatku financí vytvořil dvě části „Hamburg Firestorm (Hamburská ohnivá bouře)“ a „Fluchtgruppe Cap Arcona (Prchání z Cap Arcona)“. Jeho vytvořené dílo, na rozdíl od Válečného pomníku, nebylo oslavou bojovníků, ale připomínalo utrpení, hrůzy a brutalitu války.
Kromě práce na sochách pracoval na cyklech kreseb a leptů s tematikou Velké francouzské revoluce, Německé selské války nebo Revoluce v roce 1848. Během roku 1973 stuttgartská Galerie Valentien představila soubor jeho osmi leptů pro studii Eliase Canettiho „Masse und Macht (česky Masa a moc)“.

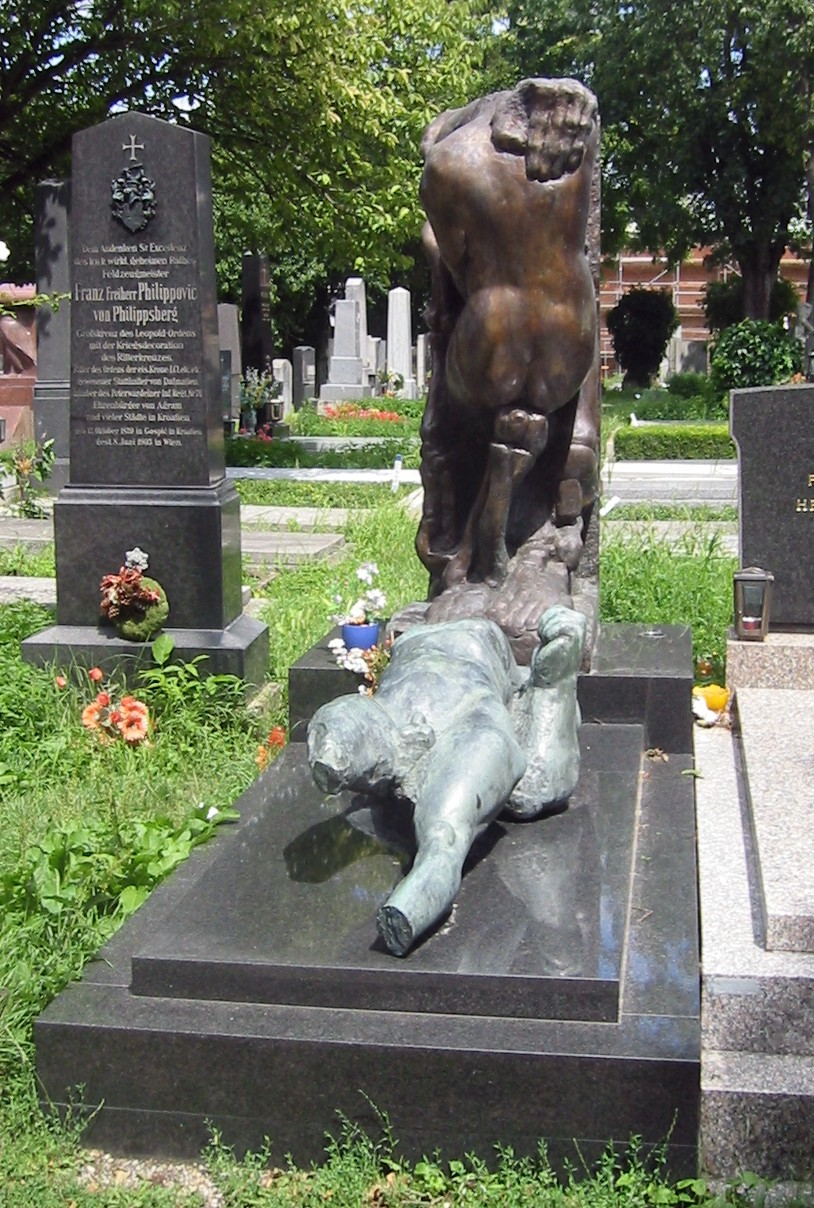
Hrdlickův hrob na vídeňském ústředním hřbitově

Ve své tvorbě se zabýval také biografiemi, včetně životopisů sériového vraha Fritze Haarmanna („Upír z Hannoveru“), Johanna Joachima Winckelmanna, Franze Schuberta, Richarda Wagnera, Adalberta Stiftera, Rudolfa Nurejeva, Lva Nikolajeviče Tolstého, Auguste Rodina nebo Piera Paolo Pasoliniho.
Mezi jeho nejznámější díla patří Památník proti válce a fašismu (Mahmal gegen Krieg und Faschismus) na vídeňském náměstí Albertina z roku 1988. Také toto dílo provázela kritika rozdělující společnost. Dílo připomínající období rakouského nacismu bylo umístěno hned vedle Vídeňské státní opery. Byl kritizován nápis „všem obětem války“, protože jedna ze soch zobrazuje padlého vojáka Wehrmachtu s přilbou ležící na zemi.
V sedmdesátých a osmdesátých letech 20. století přednášel na německých akademiích (například Stuttgart, Hamburk, Berlín). Působil jako jevištní scénograf na divadelních a operních scénách v Evropě.

### Pozdní léta
V roce 1989 přijal profesorské místo na vídeňské Univerzitě užitého umění. Pracoval a žil převážně ve Vídni. Vystavoval a věnoval se scénickým projektům jako byla například Intolleranza 1960 nebo Prsten Nibelungův. Jeho první manželka Barbara Hrdlicková, rozená Wackerová, zemřela v roce 1994. Žil s milenkou Florou, která v roce 1999 spáchala sebevraždu. Na základě této události vznikl rozsáhlý cyklus kreseb „Případ Flora“. V roce 1999 se oženil svou dlouholetou přítelkyní, výtvarnicí Angelinou Siegmethovou.
V posledních letech života vzhledem ke zhoršujícímu se zdraví většinou kreslil a věnoval se také jevištním výpravách. Alfred Hrdlicka zemřel ve Vídni 5. prosince 2009 ve věku 81 let. Byl pohřben 19. prosince 2009 na vídeňském ústředním hřbitově do hrobu své první ženy Barbory. (Hrobové místo: Skupina 31B, řada 13, č. 20).

## Politický postoj
Celý jeho život byl spjat s komunismem a důrazně, často provokativně vystupoval proti fašismu a antisemitismu. V roce 1994 například obhajoval spisovatele Stefana Heyma proti názorům Wolfa Biermanna.
Z Komunistické strany Rakouska (KPÖ) odešel v roce 1956, když bylo násilně potlačeno maďarské povstání. I v pozdějších letech však zůstal aktivní v politickém prostředí KPÖ. Od roku 1994 až do své smrti byl členem Společnosti Alfreda Klahra (sdružení pro výzkum dělnického hnutí). Patřil mezi členy představenstva „Společnosti pro podporu vztahů s Korejskou lidově demokratickou republikou“. Celý život byl přesvědčeným marxistou. V roce 1999 kandidoval ve volbách do Národní rady jako nezávislý kandidát za Komunistickou stranu Rakouska (KPÖ) v Korutanech.
V roce 2007 stál u zrodu německé levicové strany Die Linke. Tvrdil o sobě, že je Velkoněmec a zásadně odmítal velkoněmectví spojovat s nacismem.
Ačkoli byl přesvědčeným ateistou, opakovaně vytvářel díla s náboženskou tematikou a v kontextu sakrálních staveb. V roce 2009 dokončil jedno ze jeho posledních děl, bronzový reliéf řádové sestry Marie Restituty. Ta byla v roce 1943 popravena v roce 1998 blahořečena. Reliéf je umístěn v kapli Barbory v katedrále svatého Štěpána ve Vídni.
Ze zásady nepřijal žádné vyznamenání ani medaile. V roce 1976 obdržel medaili Maxe Lützeho ve Stuttgartu a v roce 1993 Cenu Maxe Pechsteina města Zwickau.

## Dílo
Svým uměním vědomě poukazoval na temné stránky lidského chování, mezi než řadil násilí, fašismus nebo válku. Mezi jeho témata patřila lidská bolest, násilí, psychické i fyzické stavy člověka i smrt. Častými náměty byla také moc a „bezmoc“ v historii i současnosti. Ve dvacátých letech 20. století nenavázal na tehdejší trend abstraktního umění, ale rozvíjel svůj vlastní figurativně-expresivní styl. Svůj tvůrčí postoj vyjádřil vlastními slovy: „veškeré umění vychází z tělesnosti“.
Podle Oskara Lafontainea žil „bezohledný humanismus, který také ukazuje vraždy, teror a sexuální brutalitu výraznými stylistickými prostředky a někdy až šokující jasností“.
Na jaře v roce 2008 vyvolal silné ohlasy výstavou „Religion, Fleisch und Macht (Náboženství, tělo a moc)“, která se uskutečnila ve vídeňském muzeu Katedrály svatého Štěpána. Prezentoval zde díla z celého období své tvorby. K rozhořčené společenské diskusi přispěla nejen vystavovaná díla, například erotická kresba „Poslední večeře“ nebo socha „Vzpoura“, která představovala Ježíše Krista bez tváře, se ztopořeným přirozením. Ale také fakt, že záštitu nad výstavou převzal kardinál Cristoph Schönborn. Biskup Kurt Krenn, který byl v církevních kruzích pokládán za silného konzervativce, o Hrdlickovi řekl, že "ve skutečnosti není žádným ateistou a křesťanství je mu velmi blízké".

### Galerie

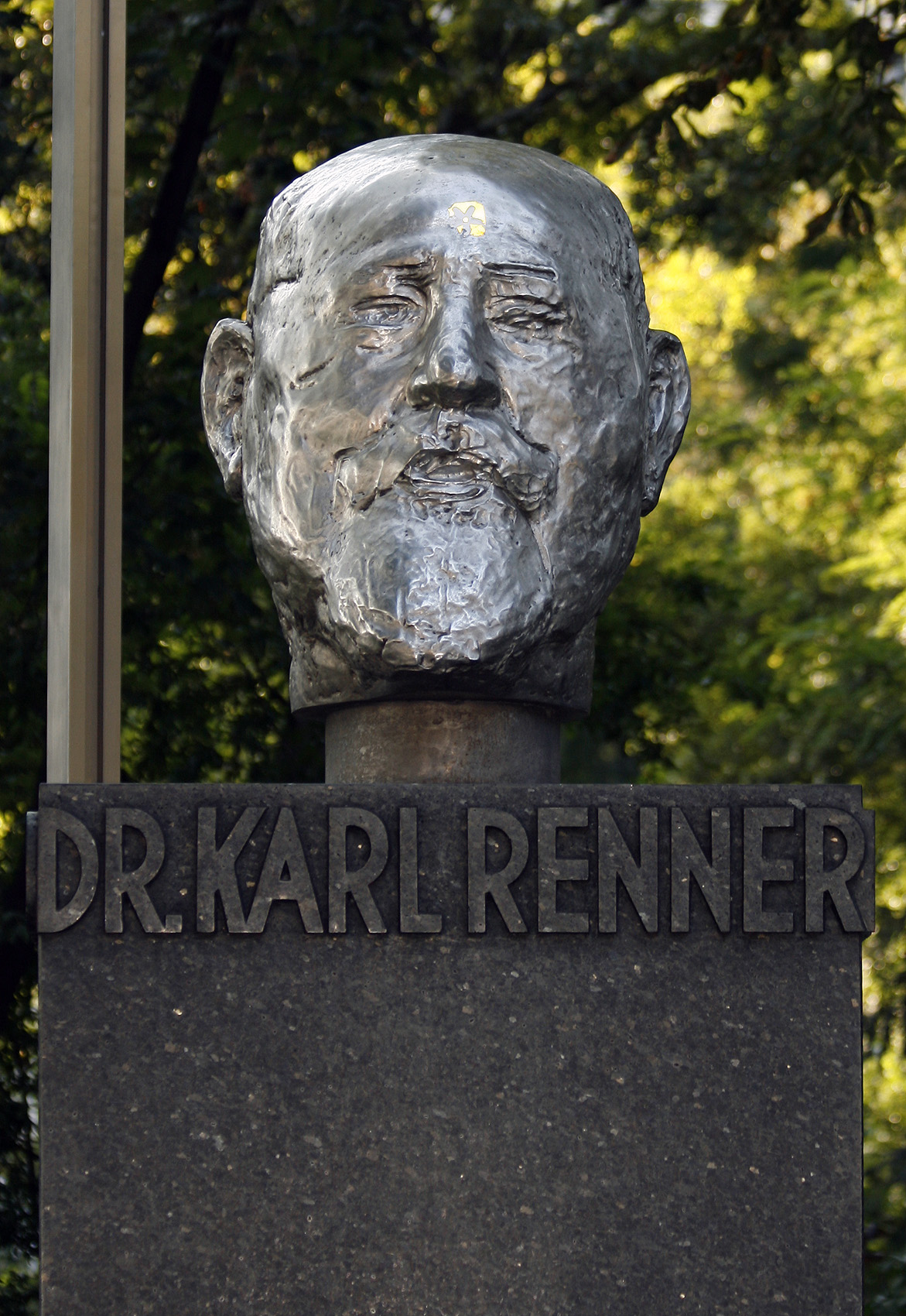
Busta Karla Rennera (Vídeň, 1967)
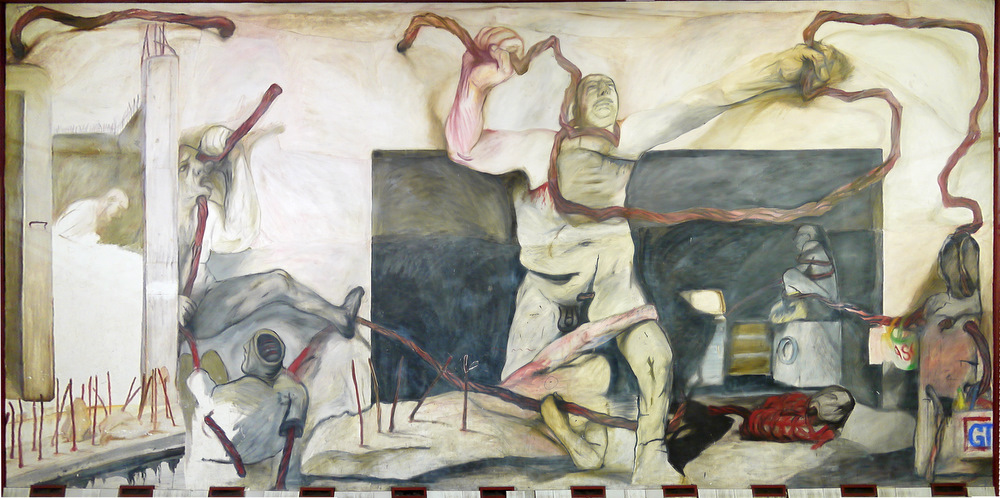
Freska ve foyer parku Alterlaa (Vídeň, 1973)
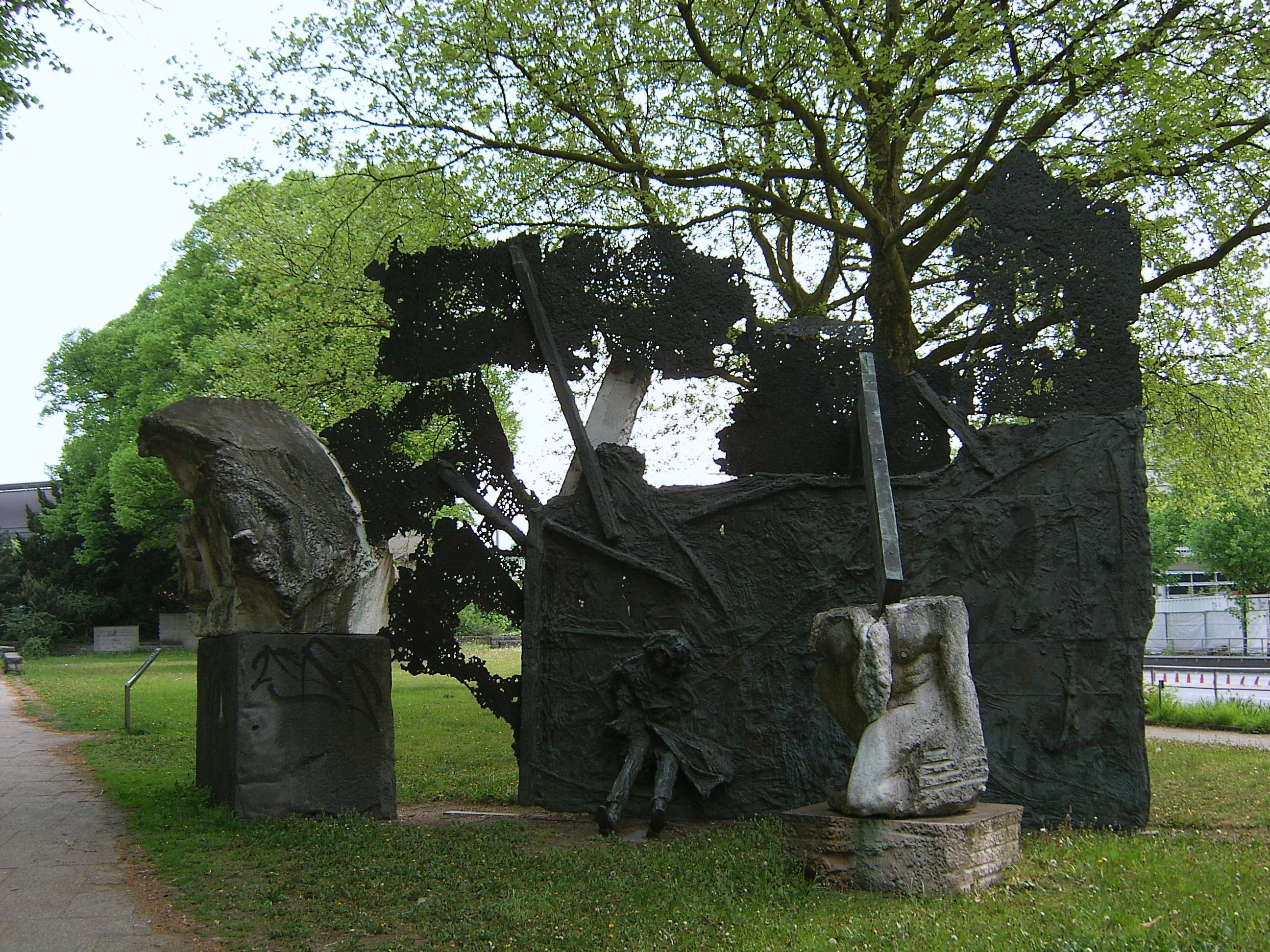
Proti pomník (Hamburk, 1983–1986)
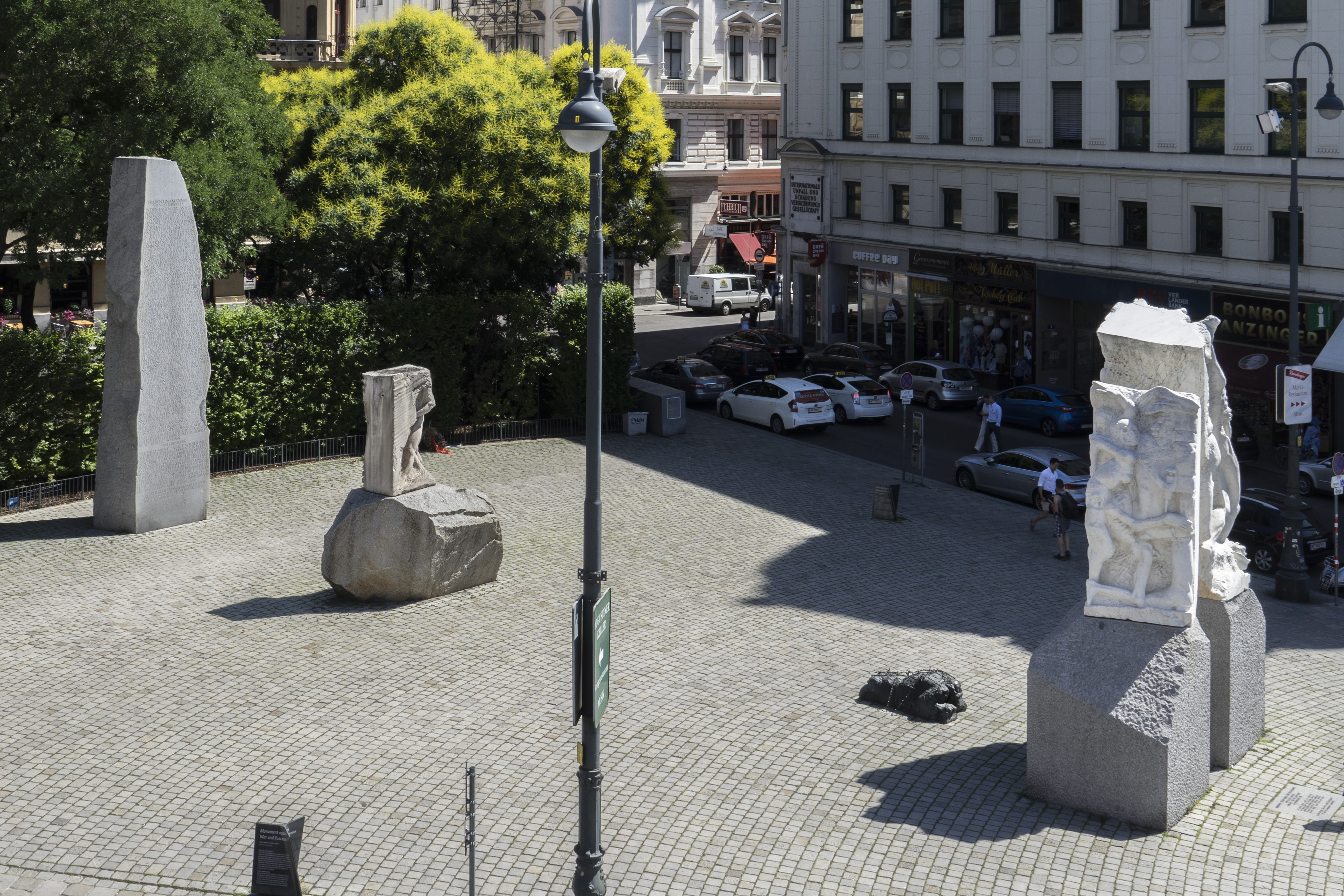
Památník proti válce a fašismu (Vídeň, 1988)
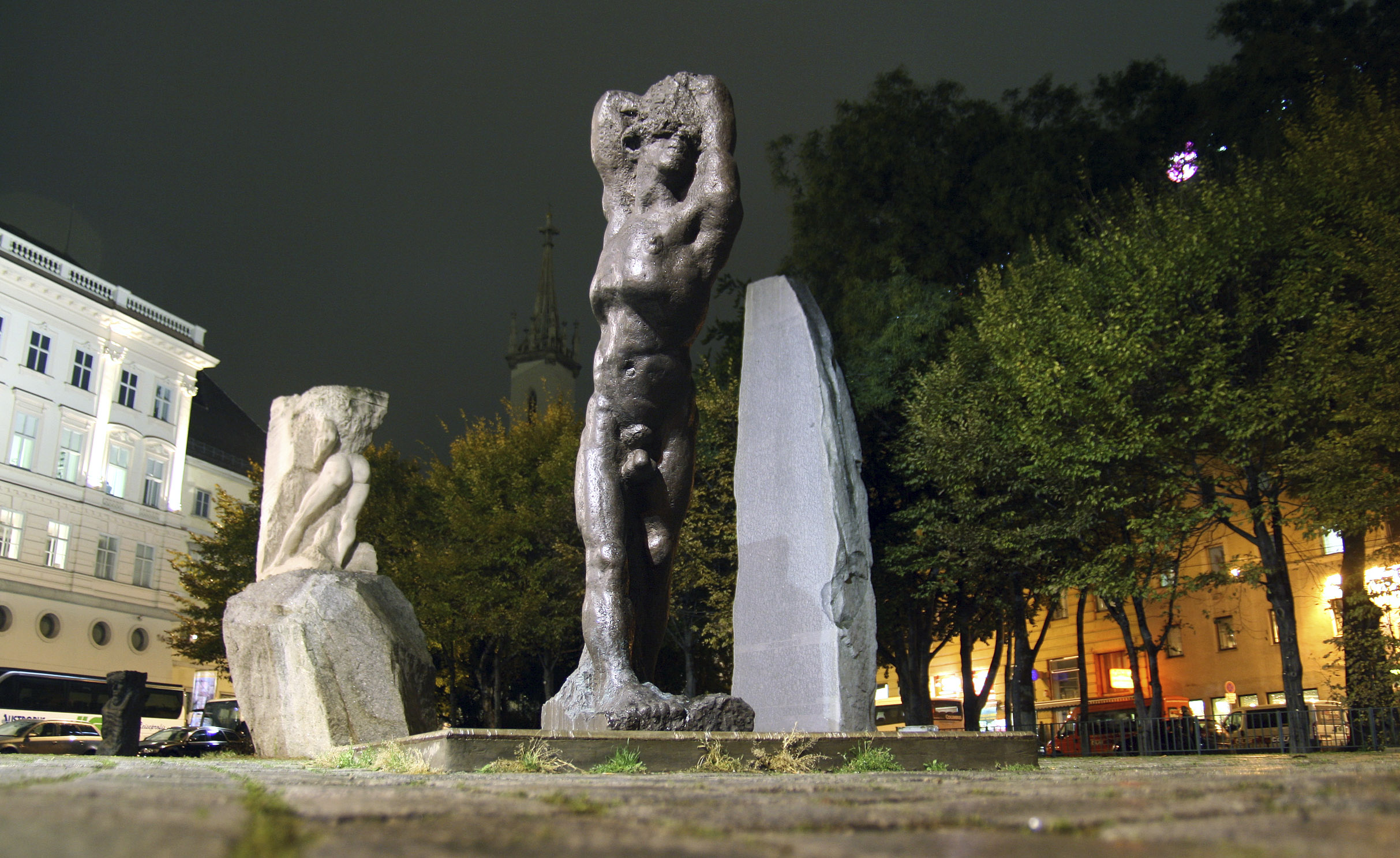
Orpheus I (Vídeň, 2008)
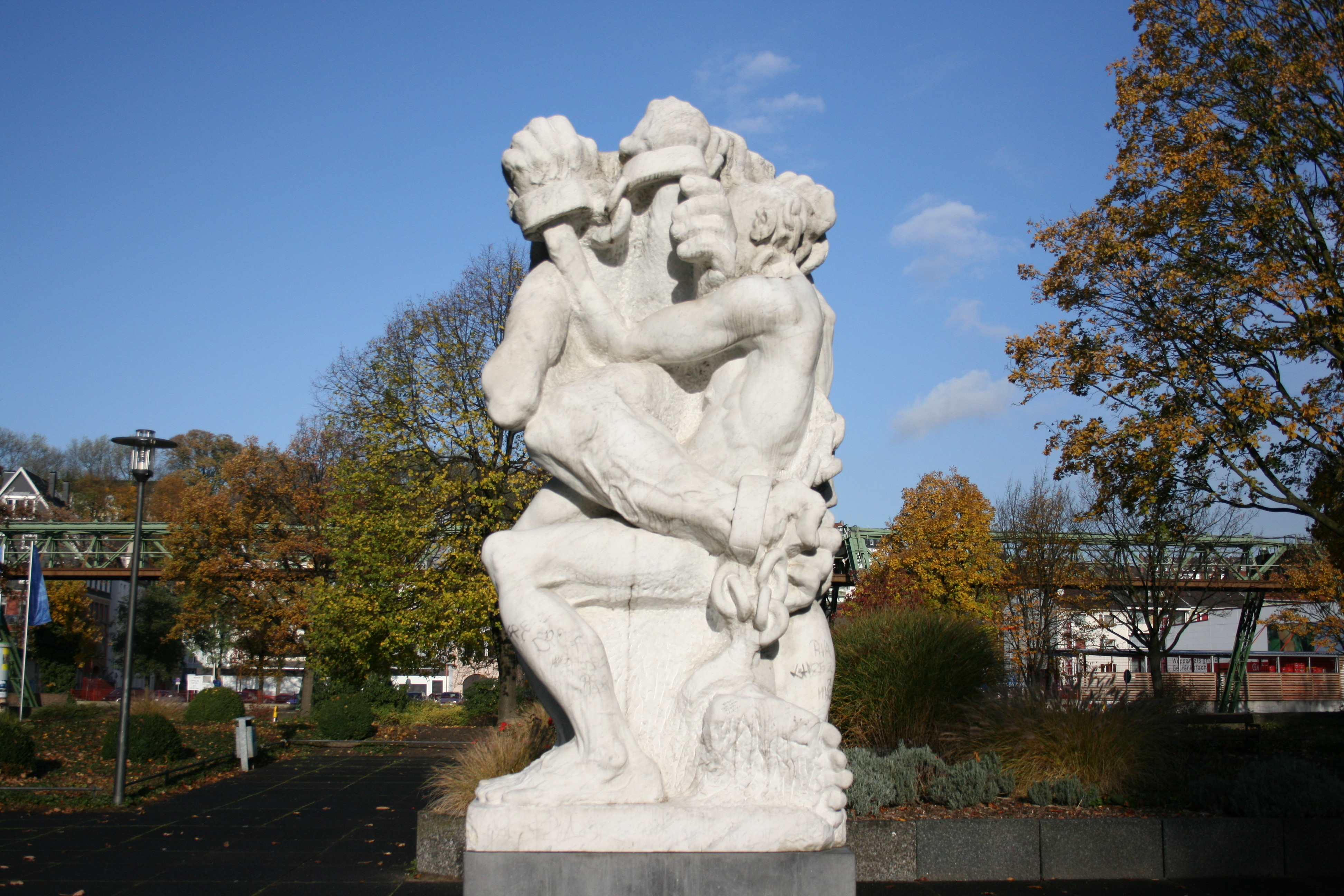
Silná levice (Wuppertal, 1981)
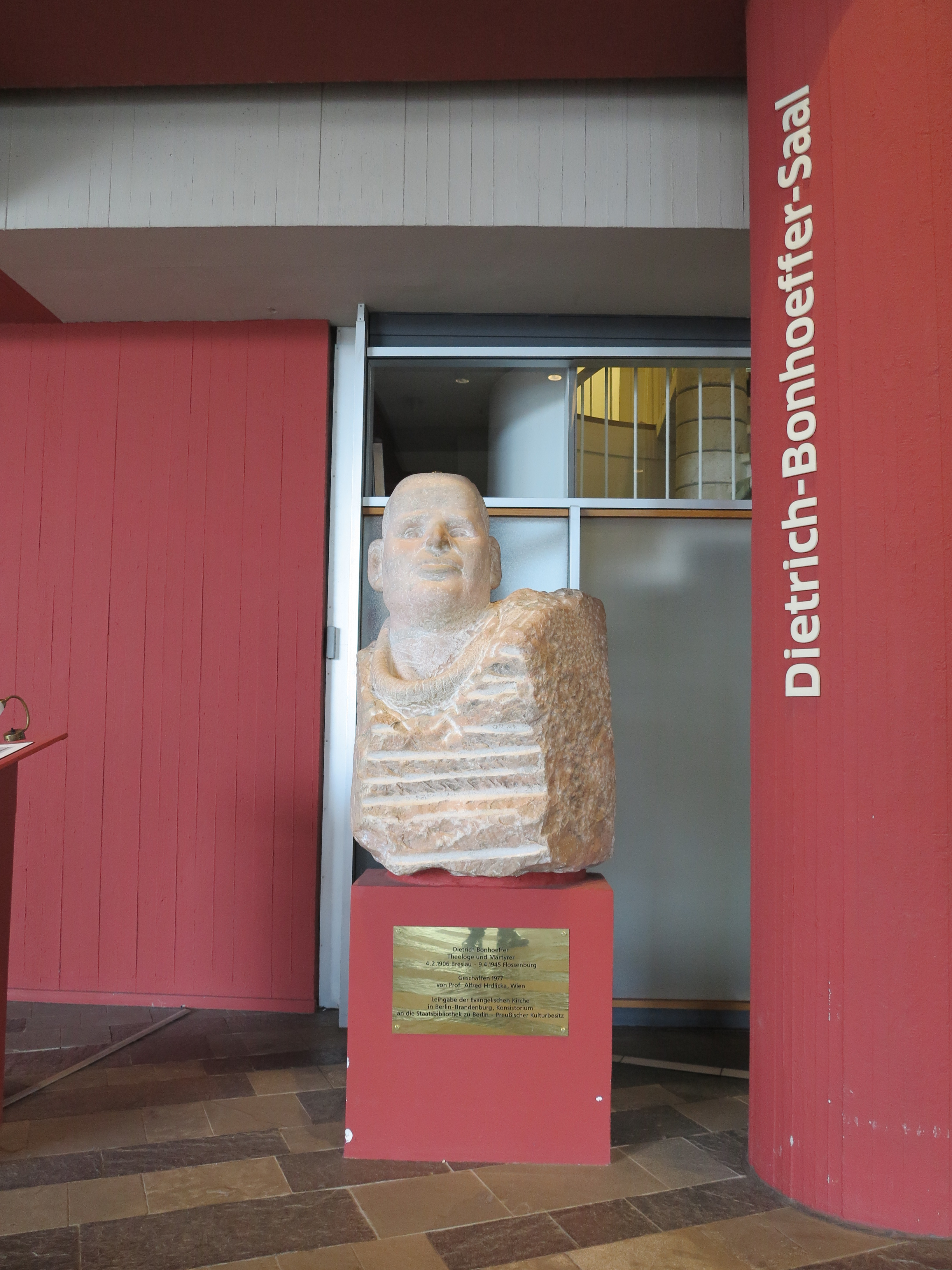
Busta Dietricha Bonhoeffera
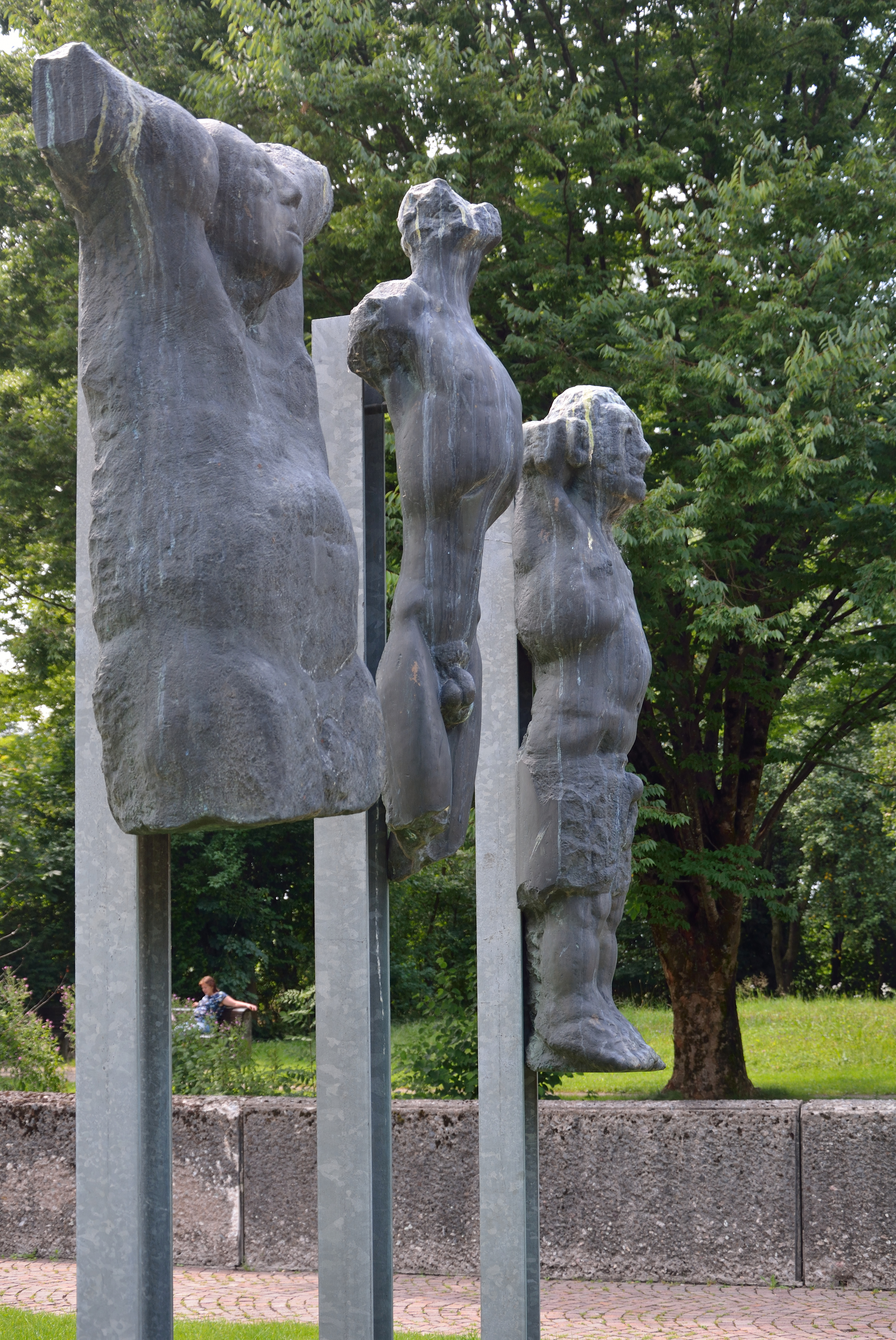
Tři bronzová torza – ukřižovaní, Salcburk
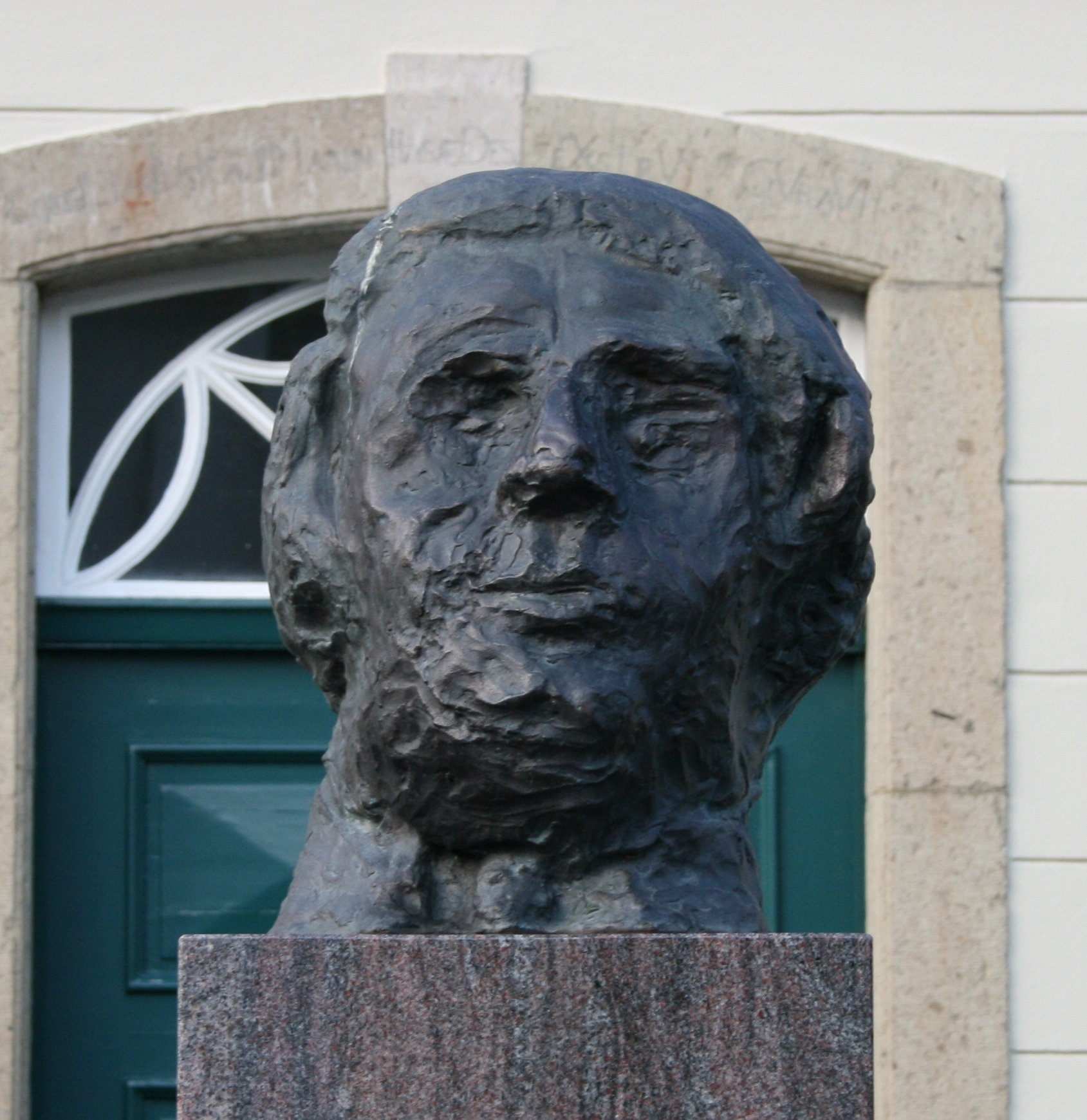
Busta Roberta Schumanna (Bonn, 2003)

### Sochy, kresby, malby (výběr)
- 1963 až 1964, upraveno 1965 Marsyas II , načervenalý untersberský mramor
- 1965 Haarmannův cyklus
- 1967 Roll over Mondrian, lepty
- 1970–1971 cyklus leptů „The Rake's Progress“ podle knihy Williama Hogartha „A Rake's Progress“
- 1971 Hölderlinův cyklus
- 1972 Plötzensee Tanec smrti v Evangelickém komunitním centru Plötzensee v Berlíně
- 1972 První kresby o francouzské revoluci
- 1971–1973 Velký duch v Grugaparku v Essenu
- 1976–1977 Dvě monumentální fresky (každá 5 × 11 metrů), namalované na vlhké omítce speciálně konstruovaných cihlových zdí, na témata „Televize“ a „Železobetonový Laocoon“ ve vstupní hale na schodišti rezidenčního parku Alt-Erlaa
- 1981 Silná levice ve Wuppertalu
- 1983 The Desk Worker. Model pro antifašistický památník v Berlíně před budovou bývalého gestapa; Vojenské historické muzeum , Vídeň
- 1984 cyklus Anabaptisté
- 1985 portrétní busta Richarda Wagnera , bronz
- 1985–1986 protipomník na Dammtorbahnhof v Hamburku
- 1986 Waldheimský kůň nebo pomník proti amnézii
- 1988 Marsyas , památník a pamětní kámen obětem a bojovníkům proti fašistické tyranii, rasismu a válce ve Vídni
- 1988–1991 Památník proti válce a fašismu na Albertinaplatz ve Vídni, plastika
- 2006 Bronzová busta Roberta Schumanna před Schumannhausem v Bonn-Endenich
- 2009 plastika Maria Restituta , bronzový reliéf, katedrála sv. Štěpána, Vídeň

### Výstavy (výběr)
- 1960 Wiener-Kunsthalle, Zedlitzgasse (společná výstava s Fritzem Martinzem )
- 1962 Künstlerhaus, Francouzský sál, Vídeň (společná výstava s Fritzem Martinzem )
- 1963 Výstavní pavilon v Zwerglgarten, Salzburg
- 1964 32. bienále (Benátky), spolu s Herbertem Boecklem
- 1971 Drawing Today, Vídeňská secese
- 1971 Grafika, kresby, obrazy a sochy, městské sbírky (Braith Mali Museum), Biberach an der Riß
- 1972 Sochy a skici, Ulm Museum
- 1972 Art 3'72, soubor leptů pro knihu Eliase Canettiho Mass and Power, Galerie Valentien, Stuttgart
- 1973 Prezentace cyklu leptů ' Wiener Blut ', „Galerie Pferdestall“, Vídeň
- 1974 Velkoformátové kresby a lepty, Kestner Society, Hannover
- 1975 Výstava cyklu 53 leptů Like a Dance of Death, (premiéra 1974 Galerie Valentien, Stuttgart), Neue Nationalgalerie Berlin
- 1976 Nassauischer Kunstverein Wiesbaden, sochy, ruční kresby a tisky
- 1976 Städelsches Kunstinstitut a Städtische Galerie, Frankfurt nad Mohanem, sochy, kresby a litografie
- 1977 Stuttgart: Art in the Cityscape, ( Marsyas I , Sonny Liston , Dying  )
- 1977 Evangelické komunitní centrum Plötzensee , Berlín , sochy, kresby, grafiky
- 1980 Figurativní plastika 1980 Leonberg, výstava ve spolupráci s Asociací umělců Bádenska-Württemberska
- 1993 Museum Würth , Künzelsau
- 1994 Kresba – Malba – Sochařství, z Hilgerovy galerie a soukromých sbírek
- 2000 „The Dog“ z cyklu „Roll over Mondrian“, Hallein, Rakousko
- 2003 Průřez tvorbou. Greith House, St. Ulrich im Greith
- 2005 Městská galerie Neunkirchen, Setkání ve Stuttgartu dar Wolfganga Kermera
- 2008: Výstava v Kunsthalle Würth (Schwäbisch Hall)
- 2008 Dommuseum Vienna Náboženství, tělo a moc – řeholníci v díle Alfreda Hrdlicky
- 2008 Vzdělávací spolek KPÖ Štýrsko, Alfred Hrdlicka: Sochařství, kombinovaná technika, kresba, grafika ze sbírky Arsenschek
- 2008 Künstlerhaus Vídeň, Hrdlička. Titán a životní etapa
- 2010 Belvedere (Vídeň), Alfred Hrdlička. Nemilosrdný!
- 2018: Galerie Bose, Wittlich
- 2019: Na barikádách, Käthe Kollwitz Museum Berlin